# パナソニック エレクトリックワークス池田電機
パナソニックエレクトリックワークス池田電機株式会社は、パナソニックの国内関係会社の一つで、パナソニックグループにおいて安定器等を製造している。旧社名はパナソニックライフソリューションズ池田電機株式会社。
2021年4月にパナソニック ライティング事業部内に新設された光源・デバイスビジネスユニットを構成する事業会社の一つ。

## 沿革
- 1951年（昭和26年）5月 - 資本金100万円をもって株式会社に改組し池田電機株式会社発足。松下電器産業（現・パナソニック）へ蛍光灯用安定器を納入開始。
- 1953年（昭和28年）6月 - 松下電工（のちのパナソニック電工）へ蛍光灯用安定器を納入開始。
- 1955年（昭和30年）7月 - 電気用品製造免許を受ける。
- 1957年（昭和32年）12月 - 蛍光灯用安定器JIS許可工場となる。
- 1958年（昭和33年）10月 - HIDランプ用安定器を製造開始。
- 1971年（昭和46年）12月 - 非常灯用安定器製造開始。
- 1977年（昭和52年）2月 - 樹脂成形品加工開始。
- 1979年（昭和54年）6月 - コイン式（カード式）照明自動点灯盤の製造開始。
- 1980年（昭和55年）4月 - インバータ安定器製造開始。
- 1988年（昭和63年）4月 - 自動ドアエンジンユニット製造開始。
- 1990年（平成2年）10月 - 関係会社「池田デンソー株式会社」を設立し、汎用エンジン用電装品製造業務を移管。
- 1991年（平成3年）6月 - 松下電工が資本参加。
- 1993年（平成5年）12月 - インバータ安定器のJIS許可工場となる。
- 1996年（平成8年）4月 - 上海池田電機有限公司操業開始。
- 1998年（平成10年）4月 - ISO9001認証取得
- 2000年（平成12年）
  - 7月 - 上海池田電機有限公司に松下電工が資本参加、上海松下電工池田有限公司となる。
  - 8月 - ISO14001認証取得
- 2006年（平成18年）
  - 1月 - 松下電工の資本比率増加により、同社の連結子会社となる。
  - 8月 - 上海松下電工池田有限公司を、パナソニック電工池田上海有限公司に社名変更。
- 2008年（平成20年）8月 - TS16949認証取得。
- 2012年（平成24年）
  - 1月 - パナソニック エコソリューションズ池田電機株式会社に社名変更。
  - 4月 - 池田デンソーを合併。
- 2019年（平成31年）4月 - パナソニック ライフソリューションズ池田電機株式会社に社名変更。

## 歴代社長
|      | 氏名       | 在任期間          |
| ---- | ---------- | ----------------- |
| ？代 | 池田善一郎 |                   |
| ？代 | 池田健二郎 |                   |
| ？代 | 宮城秀雄   | 年 月 - 年 月     |
| ？代 | 香川英司   | 年 月 - 2019年1月 |
| ？代 | 岡本考康   | 2019年1月 -       |

## 製品
- 照明点灯装置
- 照明用制御装置
- ガソリン用エンジン点火装置

## 国内関係企業
- パナソニック株式会社 エレクトリックワークス社
- パナソニック ライティングデバイス